# 歐陽㬇
歐陽㬇（1506年—1570年），字學章，號强斋，直隸真定府武強縣人，明朝政治人物。嘉靖甲午解元，聯捷乙未進士。官至翰林院編修，因甲辰科場案革職為民。

## 生平
嘉靖十三年（1534年）甲午科順天鄉試第一名舉人（解元）。嘉靖十四年（1535年），聯捷乙未科進士。改庶吉士，送翰林院读书。十六年正月授官翰林院編修。嘉靖二十三年（1544年）任甲辰科會試考官，捲入科場案革職。

## 著作
隆庆四年（1570年）钱博学、欧阳㬇修纂《武强县志》。

## 紀念
武強縣城曾有為歐陽㬇所立之「解元坊」。

## 家族
曾祖歐陽鑑；祖父歐陽瓚，曾任省察官；父歐陽倫，母李氏。具庆下。兄欧阳时（监生）、欧阳暉。弟欧阳曜、欧阳曉、歐陽暄。

## 相关
- 明朝解元列表
- 明甲辰科场案